# Magelona posterelongata
Magelona posterelongata är en ringmaskart som beskrevs av Bolivar och Lana 1986. Magelona posterelongata ingår i släktet Magelona och familjen Magelonidae. Inga underarter finns listade i Catalogue of Life.